# كريستيان نوير
كريستيان نوير (بالفرنسية: Christian Noyer)‏ من مواليد 6 أكتوبر 1950 هو اقتصادي فرنسي شغل منصب حاكم بنك فرنسا من 2003 إلى 2015. وبصفته هذه ترأس بنك التسويات الدولية من عام 2010 حتى عام 2015. سبق له أن شغل منصب نائب رئيس البنك المركزي الأوروبي من 1998 حتى 2002.